# Clemmys
Clemmys és un gènere de tortugues de la família dels emídids que inclou una espècie d'Amèrica del Nord, la  tortuga tacada (C. guttata) 
Clemmys guangxiensis és un tàxon descrit dels espècimens de Mauremys mútica i els  híbrids naturals Mauremys × iversoni (Parham et al. 2001).
Fins fa poc, el gènere Clemmys constava de quatre espècies (tortuga de pantà, tortuga tacada, tortuga d'estany occidental, i la tortuga de fusta). Anàlisis genètiques recents han revelat que la tortuga tacada és diferent de les altres tres espècies. La tortuga Bog i la tortuga de fusta van ser traslladades al gènere Glyptemys, mentre que la tortuga d'estany occidental, ha estat rebatejada com Actinemys. Això fa que la tortuga tacada sigui l'únic membre del gènere Clemmys.